# Cámara de Diputados (Italia)
La Cámara de Diputados (en italiano: Camera dei deputati) es la cámara baja del Parlamento de la República Italiana.
«La Cámara», como suele denominarse simplemente, es una de las dos asambleas parlamentarias (la otra es el Senado) que constituyen el Parlamento italiano. Desde 1861 hasta 1939 estuvo en vigor la Cámara de Diputados del Reino de Italia.
Las dos cámaras del Parlamento están relacionadas en un sistema bicameral perfecto, en el que ambas cámaras tienen en el mismo grado las mismas funciones, aunque por separado. De conformidad con el art. 56 de la Constitución de la República Italiana, la Cámara se compone de 400 miembros, ocho de los cuales son elegidos en la circunscripción extranjera. Cada miembro de la Cámara se llama «Diputado» (del italiano: Deputato) y tiene el tratamiento de «Honorable» (del italiano: Onorevole).

## La sede
La sede de la Cámara de Diputados es el Palazzo Montecitorio, donde se encuentra desde 1871, poco después del traslado de la capital del entonces Reino de Italia a la ciudad de Roma. Ubicaciones anteriores de la Cámara del Reino fueron el Palazzo Carignano en Turín (1861-1865) y el Palazzo Vecchio de Florencia (1865-1871).
En Montecitorio también se sentó el órgano asambleario que interrumpió la secuencia entre la Cámara de Diputados del Reino de Italia y la Cámara de Diputados de la República Italiana desde 1939 hasta 1943, durante la Italia fascista; de hecho, la Cámara de Diputados fue suprimida y sustituida por la Cámara de los Fascios y las Corporaciones.

## Sistema de elección de la Cámara

### Actual
El cargo de diputado es elegido solo por sufragio universal y directo de todos los ciudadanos italianos mayores de edad (18) el día de las elecciones, y termina con el final de la legislatura establecido en cinco años, salvo en los casos de disolución anticipada de la Cámara. A diferencia del Senado, donde la edad mínima para la elección es de cuarenta años, puede ser elegido todo ciudadano que en el día de la elección haya cumplido los veinticinco años.
Según la ley electoral actual, los miembros de la Cámara de Diputados son elegidos por representación proporcional con un doble umbral mínimo como barrera. Son elegibles para la asignación de escaños las listas de coaliciones que han alcanzado al menos el 10% del total de votos válidos y, dentro de ellos, las listas que han recibido al menos el 2%. También participan en el reparto de escaños las listas que no son parte de una coalición, siempre y cuando hayan tenido por lo menos 4% de los votos a nivel nacional. Está previsto, sin embargo, el reexamen de los dos primeros partidos que no hayan superado esta barrera y que son los primeros de los excluidos.
El artículo 61 de la Constitución establece que las elecciones para la Cámara se llevarán a cabo dentro de los 70 días después del final de la anterior.

### Antecedentes
Originalmente, el Estatuto albertino y la Constitución de la República establecieron un número variable de representantes sobre la base de población de cada circunscripción y como resultado el número total se fijó en 630.
La primera ley electoral, tomada de la vigente en el Reino de Cerdeña, establecerá las elecciones al Parlamento italiano por un voto mayoritario a dos vueltas, con el país dividido en tantas circuscripciones como asientos de la Asamblea.
El primer cambio llegó en 1919 cuando se convirtió en un mecanismo de proporcionalidad entre listas de los partidos. El advenimiento del fascismo dio lugar a un cambio antidemocrático en el sistema electoral, primero con la «Ley Acerbo» en 1924 se corrigió la prima proporcional por una mayoría muy amplia de dos tercios de los escaños, a favor de la lista más votada, y luego con el episodio de 1929 con un plebiscito en el que una aprobación popular formal justificaba la elección del único candidato nominado por el régimen. En esa época también cambió su nombre por el de la Cámara de Fasci y Corporaciones.
La caída del régimen fascista y con la restauración de las libertades democráticas como consecuencia, la elección de la Asamblea Constituyente en 1946, permitió el retorno a una ley electoral que estableciera una distribución proporcional de escaños sobre la base de circuscripciones y reparto de los restos sobre la base de una circunscripción nacional. Desde 1994 se trasladó de un sistema puramente proporcional a un sistema electoral en gran medida mayoritario («Ley Mattarella»): el 75% de los miembros (es decir, 475) era elegido a través del voto mayoritario: en cada uno de los 475 distritos electorales uninominales en que se dividía el territorio italiano, era elegido solo aquel que reuniera la mayoría de los votos, mientras que el restante 25% de los escaños eran elegidos en un sistema proporcional, corregido con un mecanismo para apoyar a los partidos perdedores en las circunscripciones uninominales, aunque con una barrera para los partidos que no superaran el 4% de los votos.
En 2006, después de tres legislaturas, se aplicó una nueva ley de representación proporcional, sin posibilidad de indicar las preferencias entre los candidatos, solo una lista corregida con un premio a la coalición de la mayoría (obtiene 340 escaños, en caso de no obtener un número mayor), y fueron otorgados por primera vez los escaños elegidos por los ciudadanos residentes en el extranjero.

## Histórico de resultados y distribución de escaños
| 104 | 115 | 23  | 20   | 207 | 41  | 16  | 30 |
| PCI | PSI | PRI | Otr. | DC  | UDN | BNL | UQ |

| 183 | 33 | 20  | 305 | 14  | 19 |
| FDP | US | Ot. | DC  | PNM | BN |

| 143 | 75  | 303    | 40  | 40  |
| PCI | PSI | Centro | PNM | MSI |

| 140 | 84  | 22  | 36   | 273 | 17  | 24  |
| PCI | PSI | PSD | Otr. | DC  | PLI | MSI |

| 166 | 87  | 33  | 28   | 260 | 39  | 27  |
| PCI | PSI | PSD | Otr. | DC  | PLI | MSI |

| 177 | 23    | 91      | 18  | 266 | 31  | 24  |
| PCI | PSIUP | PSI-PSD | Ot. | DC  | PLI | MSI |

| 179 | 61  | 29  | 19   | 266 | 20  | 56  |
| PCI | PSI | PSD | Otr. | DC  | PLI | MSI |

| 228 | 57  | 15  | 33   | 262 | 35  |
| PCI | PSI | PSD | Otr. | DC  | MSI |

| 201 | 62  | 20  | 16  | 21   | 18 | 262 | 30  |
| PCI | PSI | PSD | PRI | Otr. | PR | DC  | MSI |

| 198 | 73  | 23  | 29  | 24   | 225 | 16  | 42  |
| PCI | PSI | PSD | PRI | Otr. | DC  | PLI | MSI |

| 177 | 94  | 17  | 21  | 52   | 234 | 35  |
| PCI | PSI | PSD | PRI | Otr. | DC  | MSI |

| 107 | 92  | 27  | 74   | 206 | 55 | 34  |
| PDS | PSI | PRI | Otr. | DC  | LN | MSI |

| 125 | 38  | 15  | 57   | 29  | 27  | 111 | 118 | 110 |
| PDS | PRC | PSI | Otr. | PPI | CCD | FI  | LN  | AN  |

| 172 | 35  | 69  | 26 | 23   | 30  | 123 | 59 | 93 |
| PDS | PRC | PoP | RI | Otr. | CCD | FI  | LN | AN |

| 136 | 83 | 17 | 31   | 40  | 194 | 30 | 99 |
| DS  | DL | IG | Otr. | CCD | FI  | LN | AN |

| 41  | 16   | 226 | 17  | 18  | 35   | 39  | 140 | 26 | 72 |
| PRC | PdCI | LO  | IdV | RnP | Otr. | UdC | FI  | LN | AN |

| 217 | 29  | 4  | 36  | 68 | 276 |
| PD  | IdV | O. | UdC | LN | PdL |

| 37  | 297 | 32   | 109 | 39 | 18 | 98  |
| SEL | PD  | Otr. | M5S | SC | LN | PdL |

| 112 | 30   | 227 | 104 | 125 | 32  |
| PD  | Otr. | M5S | FI  | LN  | FdI |

| 12  | 69 | 16   | 52  | 21   | 45 | 66 | 119 |
| AVS | PD | Otr. | M5S | A–IV | FI | LN | FdI |

## El funcionamiento de la Cámara
La Cámara está compuesta por todos los diputados reunidos en sesión en Montecitorio, que organizan su trabajo de acuerdo a un calendario establecido por el orden del día. En las reuniones de la Asamblea tiene derecho a asistir a las sesiones también el gobierno y sus ministros. Si es necesario, el Gobierno tiene la obligación de participar. También el Gobierno tiene el derecho a ser oído cada vez que lo necesite.
La duración del mandato de la Cámara (así como el Senado) es de cinco años, pero sigue ejerciendo el mandato electoral en dos casos:
- El «prorogatio» previsto por el art. 61.2 de la Constitución, una institución por la cual la cámara cesa de ejercitar las funciones parlamentarias hasta la primera reunión de la nueva cámara.
- La prórroga, según lo dispuesto por el art. 60.2, que puede ser establecida por una ley ordinaria y solo en caso de guerra.

La Cámara, de conformidad con el art. 62 de la Constitución, se reúne por derecho dos veces al año, el primer día no festivo del mes de febrero y octubre. El presidente de la Cámara, el Presidente de la República o un tercio de la Asamblea podrá convocarla en sesión extraordinaria.

Cuando el gobierno emite medidas de urgencia con fuerza de ley debe convertirlo el mismo día, presentándolo a la Cámara. Si esta está disuelta, es convocada especialmente, y debe reunirse en el plazo de cinco días (artículo 77.2 de la Constitución).

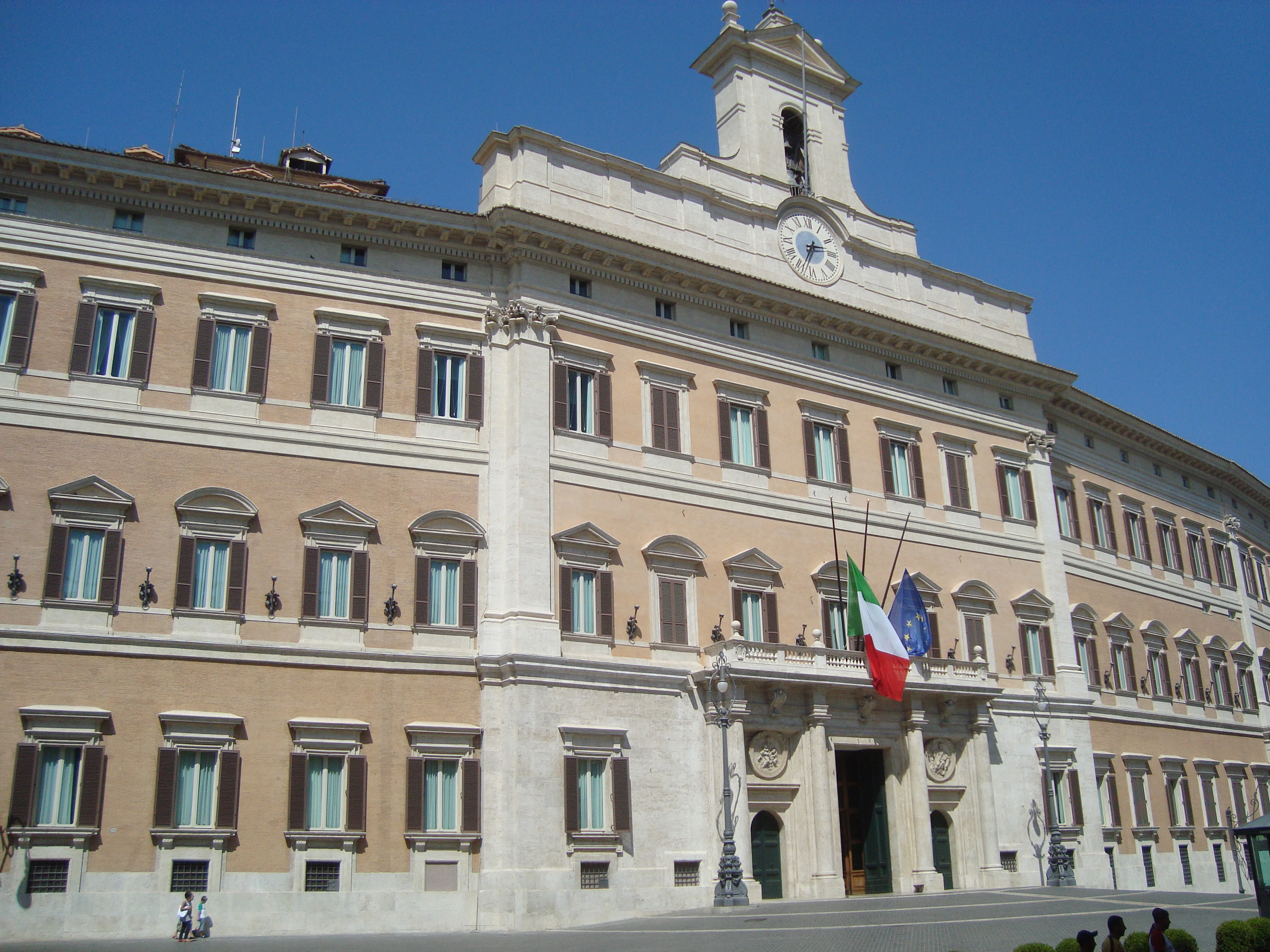
Palazzo Montecitorio en Roma.

### La mayoría parlamentaria
Los criterios para la existencia de una mayoría en la Cámara se rigen por el art. 64 de la Constitución.
Una sesión de la Cámara será válida si está presente la mayoría de los diputados: el cuórum es entonces 201 (la mitad más uno de los que tienen derecho a participar). Este cuórum se define como "estructural". Este número se supone existente, hasta que es necesaria la verificación de algunos legisladores o del Presidente de la Asamblea. Si no hay cuórum se clausura la reunión o es pospuesta.

Una resolución de la Cámara será válida si es votada por la mayoría de los presentes. En este caso el cuórum se llama "funcional". La Constitución prevé mayor número de casos especiales.

Las circuscripciones electorales en numeraciones.

## Los órganos parlamentarios

### La Mesa de la Cámara

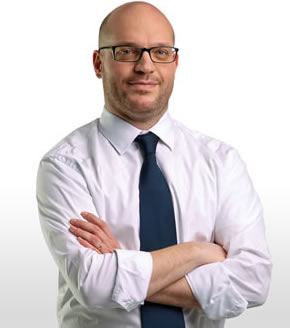
Lorenzo Fontana, actual presidente de la Cámara.

La Mesa de la Cámara (artículos 5 y 12 del Reglamento) está presidida por el presidente de la Cámara de Diputados y está compuesta por:
- Cuatro vicepresidentes, quienes trabajan con el presidente y que lo sustituyen en su ausencia (artículo 9 reg.), presidiendo a turnos las reuniones de la Asamblea.
- Tres cuestores.
- Por lo menos ocho miembros de la Secretaría (art. 5 y art. 11 reg.) que cooperen con el presidente, en particular, para garantizar la legalidad y regularidad de los votos en la Asamblea.

El número de secretarios de los diputados puede ser modificado para permitir la presencia de todos los grupos parlamentarios en la Mesa (artículo 5, apartados 4 y 5 reg.).

#### El presidente de la Cámara
Entre las competencias de la Presidencia, que se le atribuyen también en la legislación interna, se incluyen los relativos a:
- El establecimiento de los grupos parlamentarios y la composición de las comisiones (artículo 12, apartado 2, reg.).
- Las sanciones contra los miembros que perturban el orden del procedimiento (artículo 60, apartados 3 y 4 reg.).
- La distribución de los reembolsos a los partidos para gastos electorales (artículo 9 de la Ley 10 de diciembre de 1993, n. 515, art. 1 y 2 de la Ley de 3 de junio de 1999, n. 157, art. 1 y 2 de la Ley de 26 de julio de 2002 N º 156).
- Resolución de los gastos del presupuesto anual de la Cámara, que se presentará a la Asamblea (párrafos 2 y 66 del artículo 12 reg.).
- Condición de los diputados (subvenciones, competencias, etc.).
- Administración de la organización de la Cámara, el estatuto jurídico y económico del personal, administración y contabilidad, el nombramiento del Secretario General y la asignación de puestos de dirección (artículo 12, apartado 3, reg.).

### Colegio de Cuestores
En el marco del Reglamento de la Cámara (artículo 10) tres miembros Cuestores colegialmente cuidan la buena administración, la supervisión de la aplicación de las normas y directivas del Presidente. El Colegio anualmente prepara el proyecto de balance interno que se presentará tras un examen de la mesa de la Cámara (de la que los diputados cuestores forman parte) y es discutido y aprobado en la asamblea.
Los Cuestores supervisar los gastos de la Cámara, el ceremonial, el mantenimiento del orden y la seguridad en las instalaciones de la Cámara, de conformidad con el presidente. Con este fin, ya que la policía no puede entrar en los locales sin autorización del Presidente de la Cámara, los Cuestores tienen a los asistentes parlamentarios.

### Conferencia de presidentes de grupo
La Conferencia de Presidentes del grupo es presidida por el presidente de la Cámara y compuesta por los presidentes de todos los grupos parlamentarios. El Gobierno está siempre informado de las reuniones de la Conferencia para que pueda tener un representante (artículo 13, apartado 1, del Reglamento).
A la Conferencia pueden ser también invitados los Vicepresidentes de la Cámara y los presidentes de comisión, si la extraordinaria importancia del tema a tratar así lo requiere, así como representantes del grupo mixto al que pertenecen diez diputados por lo menos o el representante de las minorías lingüísticas (artículo 13, párrafo 2 del Reglamento).
La Conferencia de Presidentes del grupo es convocada por el presidente de la Cámara, cuando lo considere oportuno, a petición del Gobierno o de un presidente de grupo, para revisar el avance de los trabajos de la Asamblea y la Comisión (artículo 13, apartado 1, Reglas de Procedimiento).
La Conferencia será la responsable de la planificación de los trabajos de la Cámara, a través de la preparación del programa y el calendario de la Asamblea (artículos 23 y 24 del Reglamento). El presidente de la Cámara podrá convocar preeliminarmente la Conferencia de Presidentes de las Comisiones Permanentes. La Conferencia también delibera sobre las solicitudes de urgencia a la legislación propuesta (artículo 69 del Reglamento), en el plazo solicitado por el Gobierno para la terminación de la Asamblea en un proyecto de ley relacionado con el manejo de las finanzas públicas (artículo 123-bis del Reglamento), y además de la fijación de un nuevo plazo para la presentación de la relación de proyectos de ley de las Comisiones inscritos en el programa de trabajo de la asamblea, en caso de que el Gobierno, sin indicar el motivo, haya omitido proveer en el tiempo establecido los datos y la información requerida por la Comisión (artículo 79, párrafo 7 del Reglamento).

### Los grupos parlamentarios
Para garantizar el correcto funcionamiento de la Cámara, los diputados están ordenados de acuerdo a su orientación política. Estos grupos son conocidos como los grupos parlamentarios. Habrá un grupo conjunto para reunir los parlamentarios que no pueden formar un grupo de al menos veinte diputados o que no quieran inscribirse en cualquiera de los existentes.
Los grupos tienen un órgano de gobierno y eligen a un presidente que actúa como líder parlamentario. Los presidentes de los grupos parlamentarios se reunirán para decidir el trabajo de la Cámara, la Conferencia de Presidentes, participar en las consultas por el presidente de la Cámara en la formación del Gobierno.
Hay una disciplina de voto en los grupos. Los que se disocian pueden ser expulsados y así terminar en el grupo mixto o en otro grupo, lo cual es bastante común.

### Las Comisiones permanentes
La Cámara ha establecido 14 comisiones permanentes. Estas son sus áreas de acción: Asuntos Constitucionales, Justicia, Relaciones Exteriores, Defensa, Presupuesto, Finanzas y Hacienda, Cultura y Educación, Transporte y Telecomunicaciones, Medio ambiente, Actividad productiva, Trabajo, Asuntos sociales, Agricultura y Unión Europea.

### Las Comisiones especiales
Dos son, sin embargo, comisiones especiales: una se refiere al examen de los proyectos de ley de conversión, el otro es un tribunal de honor que evalúa los méritos de los cargos en el caso de que un miembro se sienta ofendido en su honor por denuncias formuladas en su contra durante un debate parlamentario.

### Las Juntas parlamentarias
Las Juntas parlamentarias son órganos nominados por el presidente de la Cámara respetando la proporcionalidad de los grupos políticos. Las Juntas existentes son las siguientes: junta electoral, para las autorizaciones de procedimiento y para los asuntos de la Unión Europea.

### Comité para la legislación
Es un órgano creado en 1997 cuyo fin es el de reformar el Reglamento de la Cámara. El Comité está integrado por 10 miembros (hasta 1999 fueron 8) seleccionados por el presidente de la Cámara en números iguales entre los miembros de la mayoría y la oposición. Esta composición lo hace único entre los órganos de la Cámara. La presidencia se rota y cada mandato tiene una duración de seis meses.

### Las Comisiones de investigación
Las comisiones de investigación se pueden formar con la tarea de investigar los acontecimientos que no están claros y que son de particular importancia para la vida del Estado. La mayoría de las veces se forman dentro del sistema bicameral, componiéndose de la misma cantidad de senadores y diputados.
Estas funciones, siempre por el art. 82 de la Constitución, se llevan a cabo con las mismas atribuciones de los tribunales penales, pero sin la posibilidad de emitir una condena hacia alguien. Al final de la investigación se presentará un informe al Parlamento, que se verá obligado a adoptar las medidas legislativas que considere necesario o remover a los ministros que han actuado incorrectamente.
Un ejemplo es la comisión de investigación sobre el fenómeno de la delincuencia organizada, la lucha contra la mafia.

### La comisión bicameral
Se dice que el Parlamento es de tipo bicameral, ya que se realiza en forma conjunta por los Senadores y Diputados.

### Las Garantías
La inmunidad de los diputados se rigen por la Constitución. Las otras inmunidades se relacionan con
los edificios de oficinas que albergan la Cámara - se extienden, en lo que respecta a Montecitorio, incluso al espacio entre la entrada principal y al obelisco en la plaza - y con la jurisdicción de los empleados, a las órdenes de los diputados cuestores; el Reglamento otorga la policía externa (al cuerpo de policía y a los carabineros), solo por consentimiento expreso del Presidente de la Cámara.
Esta autorización se concedió en el caso de un proceso criminal en 2009 por falsificación de las acreditaciones de la presencia en el horario de servicio. Se llevaron a cabo controles policiales (aunque por destacamento interno de la policía de Montecitorio) y encontraron que solo fue autorizado un seguimiento en 1935-1936 por el presidente Costanzo Ciano en un caso de pederastia, que dio lugar a la jubilación del director de la estación de policía.

### Salarios
Los emolumentos de los miembros de la Cámara de Diputados están determinados por la Ley 1261 de 31 de octubre de 1965.
Se proporcionan, además de las tarjetas para viajar gratis a todo el territorio nacional, incluyendo
- Asignación parlamentaria igual a 5.486,58 € netos al mes.
- Una asignación mensual de hasta 4.003,11 €.
- Un reembolso mensual para los gastos relacionados con la relación entre electos y electores igual a 4.190 €.
- El reembolso de los gastos trimestrales del transporte y los viajes entre 3.323,70 € y 3.995,10 €, en función del kilometraje.
- El reembolso de los gastos telefónicos en 3.098,74 € por año.